# Iglesia de San Pedro Apóstol (Igueldo)
La iglesia de San Pedro Apóstol es un inmueble del barrio español de Igueldo, en la provincia de Guipúzcoa.

## Descripción
El edificio se encuentra en el barrio de Igueldo, del municipio español de San Sebastián, perteneciente a la provincia de Guipúzcoa, en la comunidad autónoma del País Vasco. Se menciona como iglesia parroquial del lugar en el Diccionario histórico-geográfico-descriptivo de los pueblos, valles, partidos, alcaldías y uniones de Guipúzcoa (1862) de Pablo de Gorosábel, donde aparece descrita con las siguientes palabras:

La iglesia parroquial es de la advocacion de San Pedro; la cual se halla servida por un vicario, que pone el arcediano de tabla de la catedral de Pamplona, que es el abad propietario de la misma. Segun resulta de algunas memorias, esta prerogativa del arcediano procede de una concordia celebrada en lo antiguo entre el mismo y el cabildo eclesiástico de las parroquias unidas de la ciudad de San Sebastian. Parece que dicha dignidad tenía en su principio el derecho de proveer cuarenta epistolanías de las ochenta que había en las expresadas parroquias; cuyo cabildo á su vez ponía vicario en Igueldo. Conmutaron pues las respectivas facultades; de manera que el arcediano cedió al cabildo de San Sebastian la que tenía respecto de las epistolanías, y esta corporacion al primero la que le correspondía en cuanto á la abadía de la iglesia de Igueldo.
(Gorosábel, 1862, p. 234)